# Schweinebauchanzeige
Als Schweinebauchanzeige wird in der Medien- und Werbebranche abschätzig abverkaufsorientierte Printwerbung mit Preisangaben bezeichnet, wie sie der Einzelhandel einsetzt.
Der Schweinebauch repräsentiert dabei ein typisches Produkt der Supermärkte, das nicht wie hochpreisige Produkte aufwendig in Szene gesetzt, sondern schlicht abfotografiert und mit einem Preis darauf in einem Prospekt oder auf einer Anzeigenseite angeboten wird. Die Bezeichnung grenzt solche Konsumanzeigen von der als künstlerisch anspruchsvoller empfundenen Imagewerbung ab. Im Gegensatz zur Schweinebauchanzeige zielt die Imageanzeige darauf ab, Emotionen gegenüber einem Produkt, einer Marke oder einem Unternehmen zu wecken und damit die Kaufentscheidung längerfristig zu beeinflussen.
Eine weitere Erklärung für den Namen bezieht sich weniger auf das Produkt Schweinebauch, sondern auf eine Struktur, wo der Reihe nach die gleichen Elemente dauernd wiederkehren – so wie die Schichten aus Fleisch und Fett im Schweinebauch. Als Schweinebauchanzeige bezeichnet man somit eine Anzeige, in der mehrere Artikel in immergleich wiederkehrender Form z. B. mit Artikelbezeichnung, Beschreibung und Preis dargestellt werden. Dabei ist es gleichgültig, ob für Lebensmittel oder für Gebrauchtwagen geworben wird – entscheidend ist die Form der Anzeige mit der wiederkehrenden Struktur.
Einer Studie der Bayerischen Akademie für Werbung und Kommunikation zufolge genießt eine Werbeanzeige mit Preisangabe mehr Vertrauen und regt eher zum Kauf an. Imagewerbung wird dagegen als sympathischer empfunden.
Marktführer unter den Werbeträgern für Schweinebauchanzeigen ist laut einem Bericht der
„Zeit“ der Axel Springer Verlag mit „Bild“.